# Football League Trophy
Football League Trophy, der pr. 2013 af sponsorhensyn markedsføres under navnet Johnstone's Paint Trophy, er en fodboldturnering, der arrangeres af The Football League, og som er åben for de 48 klubber i Football League One og Football League Two. 
Turneringen blev oprettet i sæsonen 1983–84 under navnet Associate Members' Cup, men siden 1992 har navnet været Football League Trophy. Den erstattede Football League Group Cup, der kun eksisterede to sæsoner (1981-82 og 1982-83), og som i den anden sæson også var kendt under navnet Football League Trophy. Siden den anden udgave af turneringen har den haft en navnesponsor tilknyttet.
Turneringen består af to regionale knockout-turneringer, hver med 24 hold. De to vindere af de regionale turneringer mødes i Football League Trophy-finalen, der spilles i slutningen af marts eller begyndelsen af april på Wembley Stadium.

## Format
Turneringen har deltagelse af 48 hold fra League One og League Two. De 48 opdeles i to områder, nord og syd, med 24 hold i hvert område. I hvert område opdeles holdene yderlige i to kredse øst og vest, og i første og anden runde møder holdene kun modstandere fra sin egen kreds.
- I første runde spiller 32 af holdene om 16 pladser i anden runde. De sidste 16 hold er oversiddere.
- I anden runde spiller 32 hold om 16 pladser i tredje runde.

I tredje, fjerde og femte runde ophæves kredsinddelingerne, og holdene er nu kun garanteret at møde modstandere fra sit eget område.
- I områdekvartfinalerne (tredje runde) spiller 16 hold om 8 pladser i områdesemifinalerne.
- I områdesemifinalerne (fjerde runde) spiller 8 hold om 4 pladser i områdefinalerne.
- Områdefinalerne (femte runder), som i praktis er hele turneringens semifinaler, afgøres over to kampe, hvor holdene mødes både ude og hjemme.

Finalen spilles mellem vinderne af de to områdefinaler.

## Deltagere
Football League Trophy har altid haft deltagelse af holdene på niveau 3 og 4 i det engelske ligasystem. Fra 2000-01 til 2005-06 var turneringen imidlertid ligeledes åben for et antal hold fra Football Conference på niveau 5:
- 2000–01: Chester City, Doncaster Rovers, Dover Athletic, Hereford United, Morecambe, Rushden & Diamonds, Scarborough og Yeovil Town.
- 2001–02: Barnet, Dagenham & Redbridge, Doncaster Rovers, Leigh RMI, Scarborough, Southport, Stevenage Borough og Yeovil Town
- 2002–03: Chester City, Dagenham & Redbridge, Doncaster Rovers, Halifax Town, Hereford United, Leigh RMI, Morecambe, Scarborough, Southport, Stevenage Borough, Woking og Yeovil Town.
- 2003–04: Barnet, Chester City, Dagenham & Redbridge, Exeter City, Forest Green Rovers, Halifax Town, Hereford United, Morecambe, Scarborough, Shewsbury Town, Stevenage Borough og Telford United
- 2004–05: Accrington Stanley, Aldershot Town, Barnet, Carlisle United, Dagenham & Redbridge, Exeter City, Hereford United, Morecambe, Scarborough, Stevenage Borough, Woking og York City.
- 2005–06: Accrington Stanley, Aldershot Town, Cambridge United, Crawley Town, Dagenham & Redbridge, Exeter City, Halifax Town, Hereford United, Kidderminster Harriers, Morecambe, Stevenage Borough og Woking.

## Status
League One- og League Two-klubber, der spiller i Football League Trophy, spiller normalt også med i FA Cup, der er for de øverste 10-11 niveauer i ligasystemet, og i Football League Cup, der er for hold i de fire højeste divisioner. Med tanke på muligheden for at møde højere rangerede hold i de turneringer og vigtigheden af at klare sig godt i ligaen, er succes i Football League Trophy i de fleste klubber ikke et højt prioriteret mål. Derfor stiller nogle hold ikke i bedste opstilling til kampene i Football League Trophy, især i de indledende runder. Det har givet turneringen øgenavne som "The Paint Pot" og "The Piss Pot".

## Vindere og finalister

### Klubber
| Titler | Klub                    | Vundne finaler     | Tabte finaler                      |
| ------ | ----------------------- | ------------------ | ---------------------------------- |
| 2      | Carlisle United         | 1996-97, 2010-11   | 1994-95, 2002-03, 2005-06, 2009-10 |
| 2      | Bristol City            | 1985-86, 2002-03   | 1986-87, 1999-2000                 |
| 2      | Birmingham City         | 1990-91, 1994-95   | –                                  |
| 2      | Blackpool               | 2001-02, 2003-04   | –                                  |
| 2      | Port Vale               | 1992-93, 2000-01   | –                                  |
| 2      | Stoke City              | 1991-92, 1999-2000 | –                                  |
| 2      | Swansea City            | 1993-94, 2005-06   | –                                  |
| 2      | Wigan Athletic          | 1984-85, 1998-99   | –                                  |
| 1      | Bournemouth             | 1983-84            | 1997-98                            |
| 1      | Bolton Wanderers        | 1988-89            | 1985-86                            |
| 1      | Grimsby Town            | 1997-98            | 2007-08                            |
| 1      | Tranmere Rovers         | 1989-90            | 1990-91                            |
| 1      | Chesterfield            | 2011-12            | –                                  |
| 1      | Doncaster Rovers        | 2006-07            | –                                  |
| 1      | Luton Town              | 2008-09            | –                                  |
| 1      | Mansfield Town          | 1986-87            | –                                  |
| 1      | Milton Keynes Dons      | 2007-08            | –                                  |
| 1      | Rotherham United        | 1995-96            | –                                  |
| 1      | Southampton             | 2009-10            | –                                  |
| 1      | Wrexham                 | 2004-05            | –                                  |
| 1      | Wolverhampton Wanderers | 1987-88            | –                                  |

### Finaler
League Trophy-finalen bliver spillet på Wembley Stadium i London. Den første finale i 1984 skulle også have været spillet på Wembley, men grund af at Horse of the Year-showet havde ødelagt stadionets græsbane, blev kampen flyttet til Hull. Fra 2001 til 2007, hvor Wembley blev ombygget, blev finalerne spillet på Millennium Stadium i Cardiff.
| Sæson     | Vinder                      | Finalist          | Res.   | Spillested                  | Tilskuere | Vinderholdets træner(e)         |
| --------- | --------------------------- | ----------------- | ------ | --------------------------- | --------- | ------------------------------- |
| 1983-84   | Bournemouth (1)             | Hull City         | 2–1    | Boothferry Park, Hull       | 6.544     | Harry Redknapp                  |
| 1984-85   | Wigan Athletic (1)          | Brentford         | 3–1    | Wembley Stadium, London     |           | Bryan Hamilton                  |
| 1985-86   | Bristol City (1)            | Bolton Wanderers  | 3–0    | Wembley Stadium, London     | 54.502    | Terry Cooper                    |
| 1986-87   | Mansfield Town (1)          | Bristol City      | [0]1–1 | Wembley Stadium, London     | 58.586    | Ian Greaves                     |
| 1987-88   | Wolverhampton Wanderers (1) | Burnley           | 2–0    | Wembley Stadium, London     | 80.841    | Graham Turner                   |
| 1988-89   | Bolton Wanderers (1)        | Torquay United    | 4–1    | Wembley Stadium, London     | 46.513    | Phil Neal                       |
| 1989-90   | Tranmere Rovers (1)         | Bristol Rovers    | 2–1    | Wembley Stadium, London     | 48.402    | John King                       |
| 1990-91   | Birmingham City (1)         | Tranmere Rovers   | 3–2    | Wembley Stadium, London     | 58.750    | Lou Macari                      |
| 1991-92   | Stoke City (1)              | Stockport County  | 1–0    | Wembley Stadium, London     | 48.339    | Lou Macari                      |
| 1992-93   | Port Vale (1)               | Stockport County  | 2–1    | Wembley Stadium, London     | 35.885    | John Rudge                      |
| 1993-94   | Swansea City (1)            | Huddersfield Town | [0]1–1 | Wembley Stadium, London     | 47.773    | Frank Burrows                   |
| 1994-95   | Birmingham City (2)         | Carlisle United   | [0]1–0 | Wembley Stadium, London     | 76.663    | Barry Fry                       |
| 1995-96   | Rotherham United (1)        | Shrewsbury Town   | 2–1    | Wembley Stadium, London     | 35.235    | Archie Gemmill og John McGovern |
| 1996-97   | Carlisle United (1)         | Colchester United | [0]0–0 | Wembley Stadium, London     | 45.077    | Mervyn Day                      |
| 1997-98   | Grimsby Town (1)            | Bournemouth       | [0]2–1 | Wembley Stadium, London     | 62.432    | Alan Buckley                    |
| 1998-99   | Wigan Athletic (2)          | Millwall          | 1–0    | Wembley Stadium, London     | 55.349    | Ray Mathias                     |
| 1999-2000 | Stoke City (2)              | Bristol City      | 2–1    | Wembley Stadium, London     | 75.057    | Guðjón Þórðarson                |
| 2000-01   | Port Vale (2)               | Brentford         | 2–1    | Millennium Stadium, Cardiff | 25.654    | Brian Horton                    |
| 2001-02   | Blackpool (1)               | Cambridge United  | 4–1    | Millennium Stadium, Cardiff | 20.287    | Steve McMahon                   |
| 2002-03   | Bristol City (2)            | Carlisle United   | 2–0    | Millennium Stadium, Cardiff | 50.913    | Danny Wilson                    |
| 2003-04   | Blackpool (2)               | Southend United   | 2–0    | Millennium Stadium, Cardiff | 34.031    | Steve McMahon                   |
| 2004-05   | Wrexham (1)                 | Southend United   | [0]2–0 | Millennium Stadium, Cardiff | 36.216    | Denis Smith                     |
| 2005-06   | Swansea City (2)            | Carlisle United   | 2–1    | Millennium Stadium, Cardiff | 42.028    | Kenny Jackett                   |
| 2006-07   | Doncaster Rovers (1)        | Bristol Rovers    | [0]3–2 | Millennium Stadium, Cardiff | 59.024    | Sean O'Driscoll                 |
| 2007-08   | Milton Keynes Dons (1)      | Grimsby Town      | 2–0    | Wembley Stadium, London     | 56.618    | Paul Ince                       |
| 2008-09   | Luton Town (1)              | Scunthorpe United | [0]3–2 | Wembley Stadium, London     | 55.378    | Mick Harford                    |
| 2009-10   | Southampton (1)             | Carlisle United   | 4–1    | Wembley Stadium, London     | 73.476    | Alan Pardew                     |
| 2010-11   | Carlisle United (2)         | Brentford         | 1–0    | Wembley Stadium, London     | 40.476    | Greg Abbott                     |
| 2011-12   | Chesterfield (1)            | Swindon Town      | 2–0    | Wembley Stadium, London     | 49.602    | John Sheridan                   |
| 2012-13   | Crewe Alexandra             | Southend United   | 2–0    | Wembley Stadium, London     | 43,842    | Steve Davis                     |
| 2013-14   | Peterborough United         | Chesterfield      | 3–1    | Wembley Stadium, London     | 35,663    | Darren Ferguson                 |
| 2014-15   | Bristol City                | Walsall           | 2–0    | Wembley Stadium, London     | 72,315    | Steve Cotterill                 |
| 2015-16   | Barnsley                    | Oxford United     | 3–2    | Wembley Stadium, London     | 59,230    | Paul Heckingbottom              |
| 2016-17   | Coventry City               | Oxford United     | 2–1    | Wembley Stadium, London     | 74,434    | Mark Robins                     |
| 2017-18   | Lincoln City                | Shrewsbury Town   | 1–0    | Wembley Stadium, London     | 41,261    | Danny Cowley                    |
| 2018-19   | Portsmouth                  | Sunderland        | 2–2    | Wembley Stadium, London     | 85,021    | Kenny Jackett                   |
| 2019-20*  | Salford City                | Portsmouth        | 0–0    | Wembley Stadium, London     | 0         | Richie Wellens                  |
| 2020-21   | Sunderland                  | Tranmere Rovers   | 1–0    | Wembley Stadium, London     | 0         | Lee Johnson                     |
| 2021-22   | Rotherham United            | Sutton United     | 4–2    | Wembley Stadium, London     | 30,688    | Paul Warne                      |

* Note: 2020-finalen blev spillet i 2021.

## Tilskuere
Tilskuerrekorden for finalen er 80.841. Den stammer fra finalen i 1988 mellem Wolverhampton Wanderers og Burnley på Wembley.
Det højeste tilskuertal til ikke-finalekampe blev opnået den 5. februar 2013, hvor Coventry City tabte til Crewe Alexandra med 0-3 på Ricoh Arena i Coventry i overværelse af 31.054 tilskuere.

## Sponsorer[8]
- (1983–1984) Associate Members Cup (ingen sponsor)
- (1984–1987) Freight Rover Trophy
- (1987–1989) Sherpa Vans Trophy
- (1989–1991) Leyland DAF Cup
- (1991–1994) Autoglass Trophy
- (1994–2000) Auto Windscreens Shield
- (2000–2006) LDV Vans Trophy
- (2006–) Johnstone's Paint Trophy